# مصبحی (یمن)
 مُصبحی  به عربی ( الُمصبحی )، روستایی است در دهستان کُسْمة از توابع استان رَیمه در کشور یمن در شبه جزیره عربستان. 

## جمعیت
جمعیت آن ( ۱۲۰ ) نفر (۱۱ خانوار) می‌باشد.